# Faculdade da Amazônia
A Faculdade da Amazônia foi criada em 1999 com intuito de preencher lacunas do ensino superior que faltavam em Vilhena, assim implantou os cursos de Agronomia, Serviço Social, Psicologia e Zootecnia.
Ao longo de sua existência a Faculdade da Amazônia vem se destacando pelo grande número de acadêmicos, e grande aceitação de seus cursos pelos jovens vilhenenses e da região do Cone-Sul rondoniense.